# Cantonul Saint-Sauveur-Lendelin
Cantonul Saint-Sauveur-Lendelin este un canton din arondismentul Coutances, departamentul Manche, regiunea Basse-Normandie, Franța.

## Comune
| Comune                    | Populație (1999) | Cod poștal | Cod INSEE |
| ------------------------- | ---------------- | ---------- | --------- |
| Camprond                  | ...              | 50210      | 50094     |
| Hauteville-la-Guichard    | ...              | 50570      | 50232     |
| Le Lorey                  | ...              | 50570      | 50279     |
| Le Mesnilbus              | ...              | 50490      | 50308     |
| Montcuit                  | ...              | 50490      | 50340     |
| Monthuchon                | ...              | 50200      | 50345     |
| Muneville-le-Bingard      | ...              | 50490      | 50364     |
| La Ronde-Haye             | ...              | 50490      | 50438     |
| Saint-Aubin-du-Perron     | ...              | 50490      | 50449     |
| Saint-Michel-de-la-Pierre | ...              | 50490      | 50524     |
| Saint-Sauveur-Lendelin    | ...              | 50490      | 50550     |
| Vaudrimesnil              | ...              | 50490      | 50622     |